# Carcelia latistylata
Carcelia latistylata är en tvåvingeart som först beskrevs av Baranov 1934.  Carcelia latistylata ingår i släktet Carcelia och familjen parasitflugor. Inga underarter finns listade i Catalogue of Life.